# Sanet y Negrals
Sanet y Negrals – gmina w Hiszpanii, w prowincji Alicante, we wspólnocie autonomicznej Walencja, o powierzchni 3,94 km². W 2011 roku liczyła 700 mieszkańców.